# Двуречье (Крым)
Двуре́чье (до 1948 года Бий-Газы́ Ру́сские и  Ка́рповка; укр. Дворіччя, крымскотат. Rus Biy Ğazı, Рус Бий Гъазы) — село в Нижнегорском районе Республики Крым, входит в Акимовское сельское поселение (согласно административно-территориальному делению Украины — Акимовский сельский совет Автономной Республики Крым).

## Население
| 2001 | 2014 |
| ---- | ---- |
| 493  | ↘446 |

Всеукраинская перепись 2001 года показала следующее распределение по носителям языка
| Язык             | Процент |
| ---------------- | ------- |
| крымскотатарский | 58.62   |
| русский          | 33.47   |
| украинский       | 6.9     |

### Динамика численности
- 1939 год — 304 чел.[11]
- 1989 год — 338 чел.[11]
- 2001 год — 493 чел.[12]
- 2009 год — 468 чел.[13]
- 2014 год — 446 чел.[14]

## Современное состояние
На 2017 год в Двуречье числится 5 улиц; на 2009 год, по данным сельсовета, село занимало площадь 142 гектара на которой, в 136 дворах, проживало 468 человек. В селе, с 2001 года, в здании бывшего детского сада, действует мечеть «Рус Бий Гъазы джамиси», имеется библиотека-филиал № 22. Двуречье связано автобусным сообщением с Симферополем, райцентром и соседними населёнными пунктами.

## География
Двуречье — село в центре района, в степном Крыму, на левом берегу Салгира в нижнем течении, высота центра села над уровнем моря — 15 м. Соседние сёла: примыкающая с севера Кирсановка, севернее в 800 м — Акимовка, и в 200 м восточнее на другом берегу — Лиственное. Расстояние до райцентра — около 10 километров (по шоссе), там же ближайшая железнодорожная станция — Нижнегорская (на линии Джанкой — Феодосия) — около 7 км. Транспортное сообщение осуществляется по региональной автодороге 35Н-380 Нижнегорский — Лиственное (по украинской классификации — С-0-10924).

## История
Судя по доступным источникам, Бейгазы русские были основаны либо перед самой войной, поскольку на двухкилометровке РККА 1942 села ещё нет, или сразу после войны, так как впервые упоминаются в указе Президиума Верховного Совета РСФСР от 18 мая 1948 года, которым село объединили с Карповкой с названием Двуречье. При этом в «Крымскотатарской энциклопедии» профессора Р. Музафаров утверждается, что по данным всесоюзной переписи населения 1939 года в селе проживало 304 человека. По данным переписи 1989 года в селе проживало 338 человек.

### Карповка
Впервые в исторических документах селение встречается в «…Памятной книжке Таврической губернии на 1900 год», согласно которой на хуторе Карповка Ак-Шеихской волости Перекопского уезда числилось 16 жителей в 1 домохозяйстве. По Статистическому справочнику Таврической губернии. Ч.II-я. Статистический очерк, выпуск пятый Перекопский уезд, 1915 год, в экономии Карповка (К. Каракаша) Ак-Шеихской волости Перекопского уезда числился 1 двор со смешанным населением в количестве 7 человек приписных жителей и 23 — «посторонних».
При Советской власти, по постановлению Крымревкома № 206 «Об изменении административных границ» от 8 января 1921 года была упразднена волостная система и бывшая Карповка была отнесена к Джанкойскому району Джанкойского уезда, в 1921 же году, в бывшем имении Каракаша, была организована артель «Свободный труд». В 1922 году уезды получили название округов. 11 октября 1923 года, согласно постановлению ВЦИК, в административное деление Крымской АССР были внесены изменения, в результате которых округа были отменены, и селение приписали к укрупнённому Джанкойскому району. Согласно Списку населённых пунктов Крымской АССР по Всесоюзной переписи 17 декабря 1926 года, в артели Свободный труд, Акимовского сельсовета (в котором село состоит всю дальнейшую историю) Джанкойского района, числилось 24 двора, из них 20 крестьянских, население составляло 60 человек, из них 43 русских, 7 украинцев, 4 эстонцев, 2 еврея, 1 немец и 3 записаны в графе «прочие», в том же году образована вечерняя школа. Постановлением ВЦИК «О реорганизации сети районов Крымской АССР» от 30 октября 1930 года был создан Сейтлерский район (по другим сведениям 15 сентября 1931 года) и село передали в его состав. В 1934 году, на базе коммуны «Свободный труд» был создан одноимённый колхоз.
После освобождения Крыма от фашистов, 12 августа 1944 года было принято постановление № ГОКО-6372с «О переселении колхозников в районы Крыма» и в сентябре 1944 года в район приехали первые новоселы (320 семей) из Тамбовской области, а в начале 1950-х годов последовала вторая волна переселенцев из различных областей Украины. С 25 июня 1946 года селения в составе Крымской области РСФСР. Указом Президиума Верховного Совета РСФСР от 18 мая 1948 года, Карповку и Бейгазы русские объединили с названием Двуречье. 26 апреля 1954 года Крымская область была передана из состава РСФСР в состав УССР. В зтот период село вошло в состав колхоза «Победа». С 12 февраля 1991 года село в восстановленной Крымской АССР, 26 февраля 1992 года переименованной в Автономную Республику Крым. С 21 марта 2014 года в составе Крыма аннексировано Россией.